# Институт прикладной механики РАН
ФГБУН Институт прикладной механики Российской академии наук (ИПРИМ РАН) — научно-исследовательская организация в структуре РАН, занимающаяся развитием современных теоретических, вычислительных и экспериментальных подходов, исследовательских технологий, в том числе нанотехнологий.
Директор института доктор технических наук Власов Александр Николаевич.

## История
Институт прикладной механики АН СССР (ИПРИМ РАН) был организован в соответствии с Постановлением Президиума Академии наук СССР № 926 от 21 ноября 1989 года в Отделении проблем машиностроения, механики и процессов управления АН СССР с целью обеспечения развития исследований по новым направлениям механики с использованием достижений родственных наук — физики, математики, химии.
Директором-организатором ИПРИМ РАН был назначен академик РАН И. Ф. Образцов — видный советский учёный в области строительной механики и прочности летательных аппаратов.
В апреле 1998 года акад. И. Ф. Образцов перешёл на должность научного руководителя Института, а директором ИПРИМ РАН был избран доктор технических наук, профессор Ю. Г. Яновский — крупный учёный-механик, специалист в области неньютоновской механики, реологии, механики структурированной и гетерогенной среды, вычислительной механики.
В 1998 году к Институту прикладной механики РАН был присоединён Отдел механико-математических методов в технологических и экономических разработках при Президиуме РАН.
Располагается в здании Фабрики-кухни № 1 в Москве.

## Современное состояние
ИПРИМ РАН занимается развитием современных теоретических, вычислительных и экспериментальных подходов, исследовательских технологий, в том числе нанотехнологий. Большое внимание уделяется инновационной деятельности. Сотрудники Института успешно работают в рамках реализации Государственных программ, Программ Президиума РАН и Отделения энергетики, машиностроения, механики и процессов управления РАН, грантов РФФИ, МНТЦ и ряда других. Являясь предприятием оборонно-промышленного комплекса РФ, имея лицензию ФСБ РФ на проведение работ специального назначения, ИПРИМ РАН в течение многих лет проводит работы в интересах обороноспособности и безопасности страны.

### Основные научные направления исследований[7]
1. Физико-химическая механика прочности и разрушения твёрдых тел;
2. Механика структурированных и гетерогенных сред, адаптивных материалов и систем;
3. Механика конструкций из композиционных материалов;
4. Физико-химическая механика высокоскоростных процессов;
5. Физико-химическая механика в биологических и физиологических процессах;
6. Физико-химическая механика газожидкостных и дисперсных сред, многофазных сред с химически реагирующими компонентами;
7. Разработка теоретических основ создания новых технологических процессов на основе достижений физико-химической механики и гидро-аэромеханики.

## Научные журналы

### Механика композиционных материалов и конструкций[8]
Журнал издаётся с января 1995 года и посвящён проблемам современной механики композиционных материалов и их применения в различных конструкциях.
Журнал зарегистрирован Комитетом Российской Федерации по печати, свидетельство о регистрации СМИ № 013809 от 14 июня 1995 года.
- Журнал включён в Российский индекс научного цитирования (РИНЦ)[10]
- Журнал размещён в составе базы данных Russian Science Citation Index (RSCI) на платформе Web of Science.
- Журнал включён в список ВАК 2016 года (под номером 1610 на странице 164)[11].

Номер ISSN 1029-6670
Главный редактор журнала руководитель отдела ИПРИМ РАН, доктор физико-математических наук Мовчан Андрей Александрович.
Тематика журнала
- механика структурированных, неоднородных и гетерогенных сред со сложными реологическими свойствами, фазовыми переходами;
- интеллектуальные (активные, адаптивные) материалы и конструкции, естественные и биокомпозиты;
- диагностика, накопление повреждений, прочность, жёсткость, долговечность и механика разрушения композитов; численные методы в механике гетерогенных сред и механике композитов, компьютерное моделирование поведения композитов;
- методы осреднения;
- термодинамика, физико-химическая механика и микромеханика композитных материалов;
- свойства волокна, матрицы, межфазного слоя;
- методы расчёта композитных конструкций;
- статические и динамические задачи, взаимодействие с окружающей средой;
- методы экспериментальных исследований композитов и композитных конструкций;
- механика высокоскоростного соударения

### Composites: Mechanics, Computations, Applications: An International Journal[13]
Журнал издаётся Begellhouse под патронажем ИПРИМ РАН, главный редактор журнала, член РНКТПМ, член РОМГГиФ, член ISRM, директор ИПРИМ, доктор технических наук Власов Александр Николаевич
Цитируется в Web of Science, Scopus и ISI
Тематика журнала:
- Механика структурированных, однородных и гетерогенных сред со сложными реологическими свойствами и фазовыми переходами;
- Термодинамика, физико-химическая механика и микромеханика композиционных материалов;
- Свойства волокон, матриц и межфазного слоя;
- Методы усреднения;
- Численные методы в механике гетерогенных сред и композитов;
- Компьютерное моделирование поведения композитов;
- Диагностика и накопление неисправностей;
- Прочность, жёсткость, долговечность и механика дезинтеграции композитов;
- Композитные пластины и оболочки;
- Методы расчёта композиционных структур;
- Проблемы статики и динамики;
- Взаимодействие с окружающей средой;
- Умные(управляемые) материалы и структуры;
- Биокомпозиты;
- Технологическая механика композитов;
- Методы экспериментального изучения композитов и композиционных структур.

### Nanomechanics Science and Technology: An International Journal[13]
Журнал издается Begellhouse под патронажем ИПРИМ РАН, главный редактор журнала, член РНКТПМ, заведующий лаборатории, доктор технических наук Сергей Альбертович Лурье.